# 창계가 소장 일괄문서
창계가 소장 일괄문서一括文書)는 전라남도 나주시 다시면 가운리에 있다. 2006년 12월 30일 나주시의 향토문화유산 제4호로 지정되었다.